# Tierps tingsrätt
Tierps tingsrätt var en tingsrätt i Sverige med kansli i Tierp. Tingsrättens domsaga omfattade kommunerna Östhammar, Tierp och Älvkarleby. Tingsrätten och dess domsaga ingick i domkretsen för Svea hovrätt. Tingsrätten och dess domsaga uppgick 2005 i Uppsala tingsrätt och domsaga.

## Administrativ historik
Vid tingsrättsreformen 1971 bildades denna tingsrätt som Uppsala läns norra tingsrätt
av häradsrätten för Uppsala läns norra domsagas tingslag. Domkretsen bildades av delar ur tingslaget samt en del av Norra Roslags domsagas tingslag. 1974 överfördes områdena Stavby, Tuna, Rasbo och Rasbokil till Uppsala domsaga. 1974 omfattade domsagan Tierps, Östhammars, och Älvkarleby kommuner.
Tingsrätten hade kansli i Uppsala med tingsställe i Östhammar. Den 1 april 1980 flyttade kansliet från Uppsala till Tierp och bytte då namn till Tierps tingsrätt.
28 november 2005 upphörde Tierps tingsrätt och domsaga och uppgick då i Uppsala tingsrätt och domsaga. 

## Lagmän
- 1971–1974: Sven Svensson
- 1977–1983: Lars Bruhn långtidsvikariat från 1975
- 1983–1988: Göran Zetterquist
- 1988–2005: Ulf Hellbacher